# Mikroregion Alto Solimões

Mikroregion Alto Solimões

Mikroregion Alto Solimões – mikroregion w brazylijskim stanie Amazonas należący do mezoregionu Sudoeste Amazonense. Ma powierzchnię 214.217,8 km²

## Gminy
- Amaturá
- Atalaia do Norte
- Benjamim Constant
- Fonte Boa
- Jutaí
- Santo Antônio do Içá
- São Paulo de Olivença
- Tabatinga
- Tonantins